# Марк Лорънс
Марк Лорънс (на английски: Mark Lawrence) е американско-британски писател на бестселъри в жанра фентъзи.

## Биография и творчество
Марк Лорънс е роден на 28 януари 1966 г. в САЩ. Докато е малък семейството му се премества във Великобритания.
Работи като научен сътрудник по въпроси в областта на изкуствения интелект и ракетната промишленост, като е определени секретни американски и британски нива.
Той е женен и има четири деца, като най-малката му дъщеря е с тежки увреждания.
Покрай отглеждането на дъщеря си започва да пише. Първият му роман „Принцът на тръните“ от поредицата „Разделената империя“ е публикувана през 2011 г. Главен герой в поредицата е принц Хонорий Йорг Анкрат, който се е заклел да отмъсти за смъртта на майка си и брат си. Книгата му става бестселър и той се посвещава на писателската си кариера.
Третата книга от поредицата му „Императорът на тръните“ е удостоена с наградата на читателите „Дейвид Гемел“ за най-добър фентъзи роман на 2014 г.

## Произведения

### Серия „Разделената империя“ (Broken Empire)
1. Prince of Thorns (2011)
Принцът на тръните, изд. ИК „Бард“, София (2013), прев. Милена Илиева
2. King of Thorns (2012)
Кралят на тръните, изд. ИК „Бард“, София (2013), прев. Милена Илиева
3. Emperor of Thorns (2013) – награда „Дейвид Гемел“
Императорът на тръните, изд. ИК „Бард“, София (2014), прев. Милена Илиева

### Серия „Войната на Червената Кралица“ (Red Queen's War)
1. Prince of Fools (2014)
Принцът на глупците, изд.: ИК „Бард“, София (2016), прев. Иван Иванов
2. The Liar's Key (2015)
Ключът на лъжеца, изд.: ИК „Бард“, София (2017), прев. Иван Иванов
3. The Wheel of Osheim (2016)
Колелото на Осхайм, изд.: ИК „Бард“, София (2018), прев. Иван Иванов

### Серия „Книгата на предците“ (Book of the Ancestor)
1. Red Sister (2017)
2. Grey Sister (2018)
3. Holy Sister (2019)

### Серия „Невъзможни времена“ (Impossible Times)
1. One Word Kill (2019)
2. Limited Wish (2019)
3. Dispel Illusion (2019)

### Серия „Ледената книга“ (The Book of Ice)
1. The Girl and the Stars (2020)
2. The Girl and the Mountain (2021)
3. The Girl and the Moon (2022)

### Новели
- During the Dance (2014)

### Сборници
- Triumph Over Tragedy: An anthology for the victims of Hurricane Sandy (2013) – с Елизабет Беър, Брадли Болийо, Марион Зимър Брадли, Тобиас Бускел, Максуел Александър Дрейк, Р. Т. Кейлин, Робърт Силвърбърг, Майкъл Стакпол, Майкъл Съливан и Тимъти Зан